# إحياء ليبيا
إحياء ليبيا هو حزب سياسي في ليبيا أسسه عارف علي النايض في 24 أغسطس 2017. وهدفه المعلن هو إقامة «دولة مستقرة وديمقراطية ومزدهرة». بعد إطلاقه، أصبحت الحركة في حالة سبات، قبل إعادة إطلاقها في 20 أغسطس 2018، عندما أعلن عارف النايض ترشحه للانتخابات الليبية العامة 2019.
تتمحور الحركة حول «أربع ركائز»، وهي إصلاحات وتطورات رئيسية تعتقد أنها ضرورية لخلق ليبيا مستقرة بحلول عام 2023. وتشمل هذه:
- السلام والأمن وسيادة القانون
- النمو الاقتصادي
- التنمية البشرية
- الحكم وإصلاح القطاع العام